# 孟艮府
孟艮府（もうごんふ）は、ミャンマー北部に中国王朝によって置かれた府。明代に現在のシャン州チャイントン一帯に設置された。

## 概要
13世紀にラーンナー王朝のマンラーイ王がチャイントンを征服し、マンラーイ王の子孫がチャイントンを統治するようになった。その地は中国では孟掯と呼ばれた。
1405年（永楽3年）、明により孟艮禦夷府が置かれた。孟艮禦夷府は雲南省に属し、刀氏が土司として知府を世襲した。正統年間にその地の多くは木邦に併呑された。
1659年、南明の永暦帝がミャンマーに逃れると、李定国が孟艮に拠った。清代には孟艮はミャンマーのタウングー王朝やコンバウン王朝に属した。